# Sint-Jozef Rijkevorsel

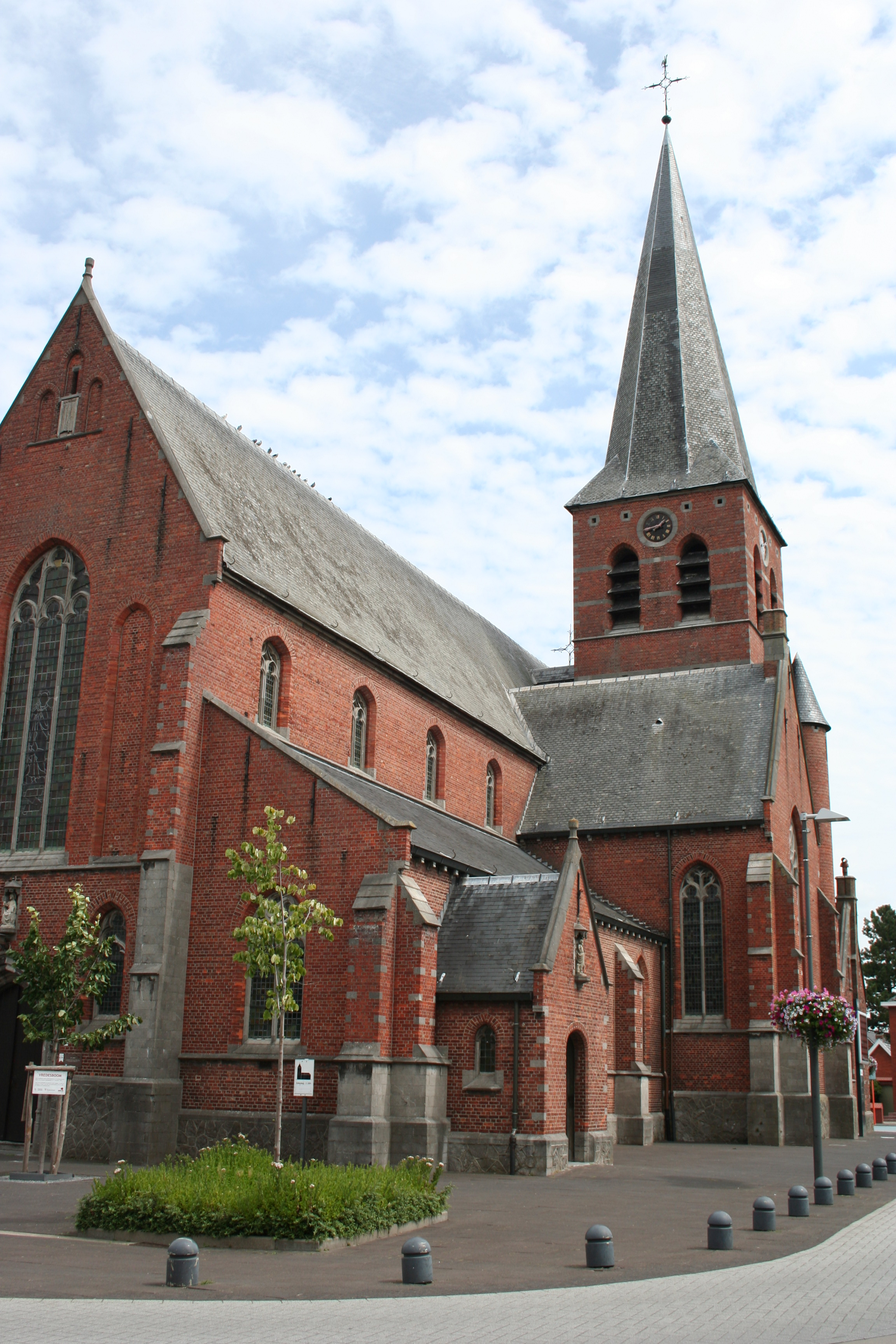
Parochiekerk Sint Jozef Rijkevorsel

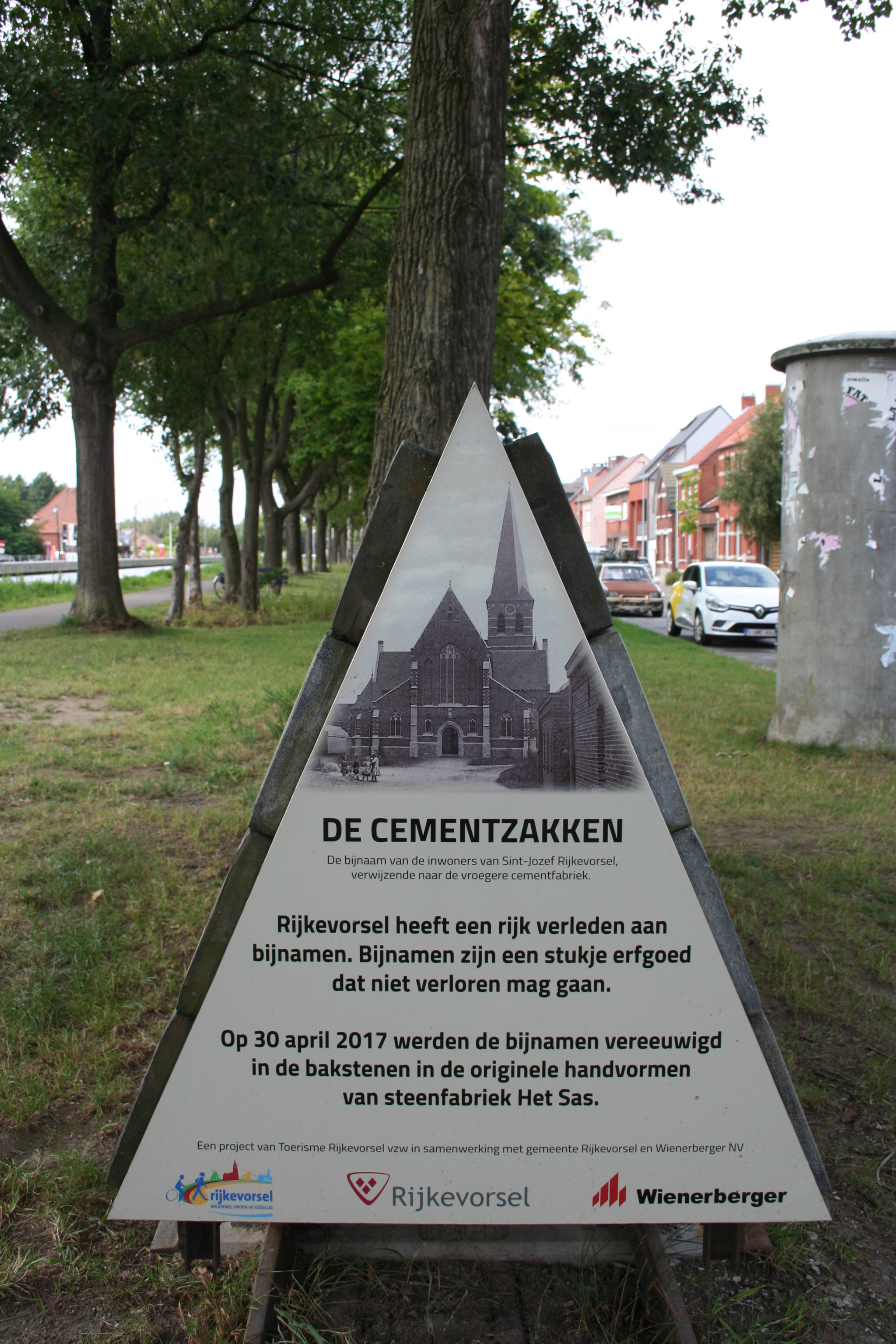
Project De Cementzakken

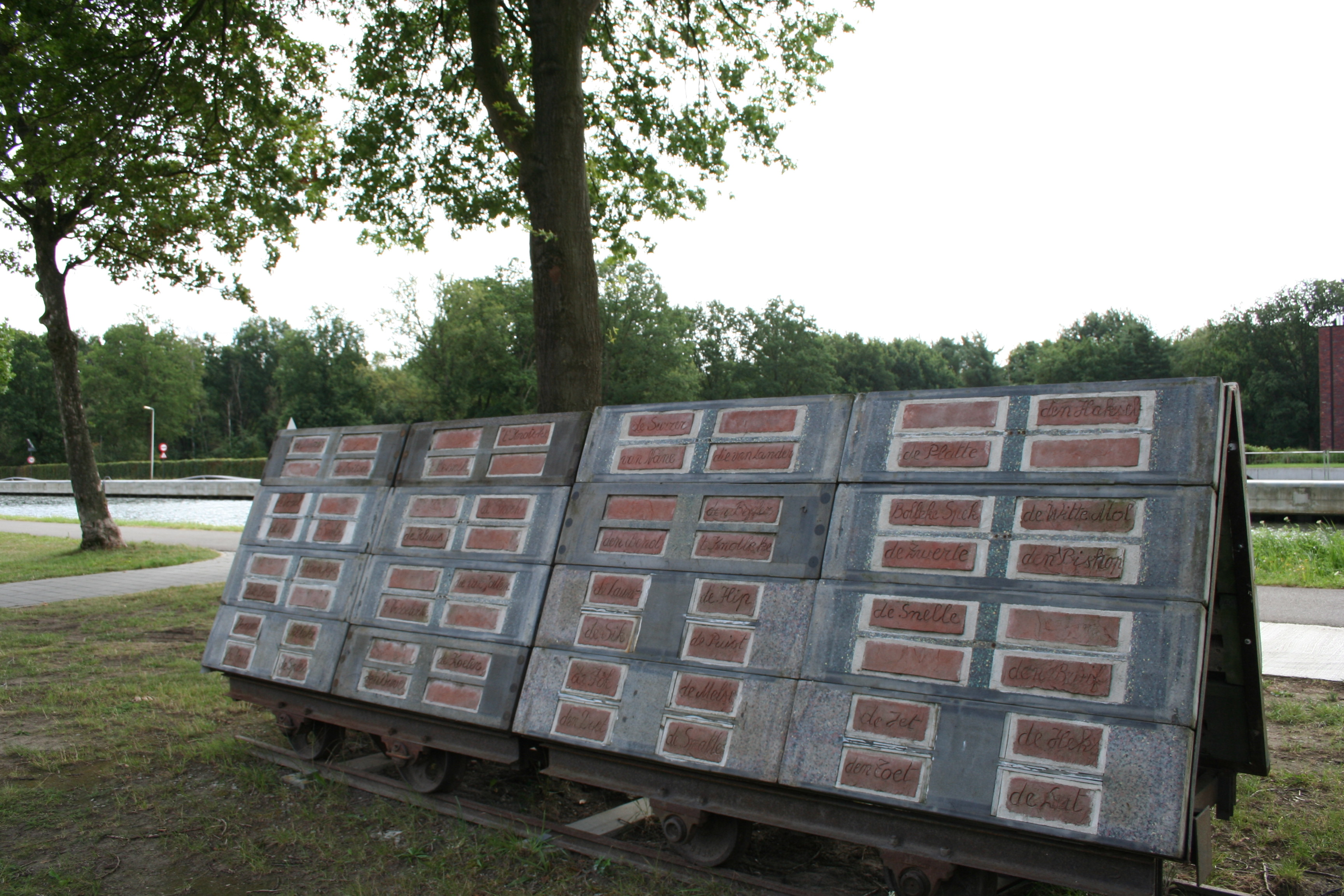
Project De Cementzakken

Sint-Jozef Rijkevorsel is een parochie in de zuidoostelijke hoek van de gemeente Rijkevorsel in het noorden van provincie Antwerpen, meer bepaald in de Noorderkempen.

## Geschiedenis
De parochie Sint-Jozef Rijkevorsel ontstond mede door de aanleg van het Kanaal Dessel-Schoten. In de 19de eeuw was de Kempen (streek) een achtergesteld gebied, een uithoek van het prille België. Het was een arme streek zonder noemenswaardige nijverheid. Het landschap met schaars gras en veel heide leende zich niet tot landbouw. Er waren amper transportmogelijkheden, geen verharde wegen, bevaarbare waterlopen of spoorwegen. Met het aanleggen van het kanaal Dessel-Schoten wilde men de lokale nijverheid laten openbloeien door de export van nijverheidsproducten en import van grondstoffen mogelijk te maken. Het kanaal diende ook een ander doel. De Kempen bestond uit droge heidegronden. Door de aanleg van kanalen zou het kalkrijke water van de Maas aangevoerd kunnen worden en zo de woeste heidegronden kunnen omzetten in vruchtbare landbouwgronden. Niemand had het in die tijd kunnen indenken, maar de aanleg van het kanaal, had een grote impact op de ontwikkeling en de uitzicht van de Kempen (streek). Aan de basis hiervan lag de ontdekking van dikke kleilagen, zo ook in de regio waar later de parochie Sint-Jozef ontstond. Langs de oevers van het kanaal schoten de steenbakkerijen, synoniem is steenfabriek, als paddenstoelen uit de grond. Samen met de cementfabrieken en pannenfabrieken gaven ze de werkgelegenheid een boost. Toen in 1889 de grote Cementfabriek werd gebouwd in Sint-Jozef Rijkevorsel, kwamen werkzoekenden vanuit alle streken naar hier afgezakt omdat er werk te vinden was.  Er werden hele straten werkmanswoningen gebouwd om deze werknemers onderdak te verschaffen.  Zo ontstond een belangrijke woonkern in Rijkevorsel, waarvan de bevolking samen met de Geestelijke Overheid oordeelde dat er een kerk diende gebouwd te worden, en een parochie diende opgericht. De grote heide links van de vaart werd aangekocht, om de nieuwe parochie te vestigen.  Het plan werd opgesteld, de plaats van de kerk, pastorij, klooster, zaal, scholen werden aangeduid, straten werden aangelegd en al het overige werd verkaveld en als bouwgrond verkocht.  In 1907 werd de eerste steen van de kerk gelegd, op 19 september 1912 werd de Sint-Jozefkerk ingewijd.

## Bezienswaardigheden
- De Sint-Jozefkerk
- Bruggenhoofd Rijkevorsel. Dit is het monument van de Polar Bears 49e (West Riding) Infanteriedivisie die in de nacht van 24 op 25 september 1944 over het kanaal Antwerpen-Turnhout bij Sint-Jozef Rijkevorsel een bruggenhoofd vormden.

## Natuur en landschap
Sint-Jozef ligt aan het Kanaal Dessel-Turnhout-Schoten en heeft langs beide oevers industrie. Vanouds betreft het de baksteenindustrie, waaronder de steenfabriek SAS. Ten zuiden van het kanaal bevindt zich het natuurgebied Kievitsheide. Een ander natuurgebied is De Pomp-Poelberg. Verdere natuurgebieden vindt men direct ten oosten van Sint-Jozef op het grondgebied van Den Hout.

## Beelden van hoe het was

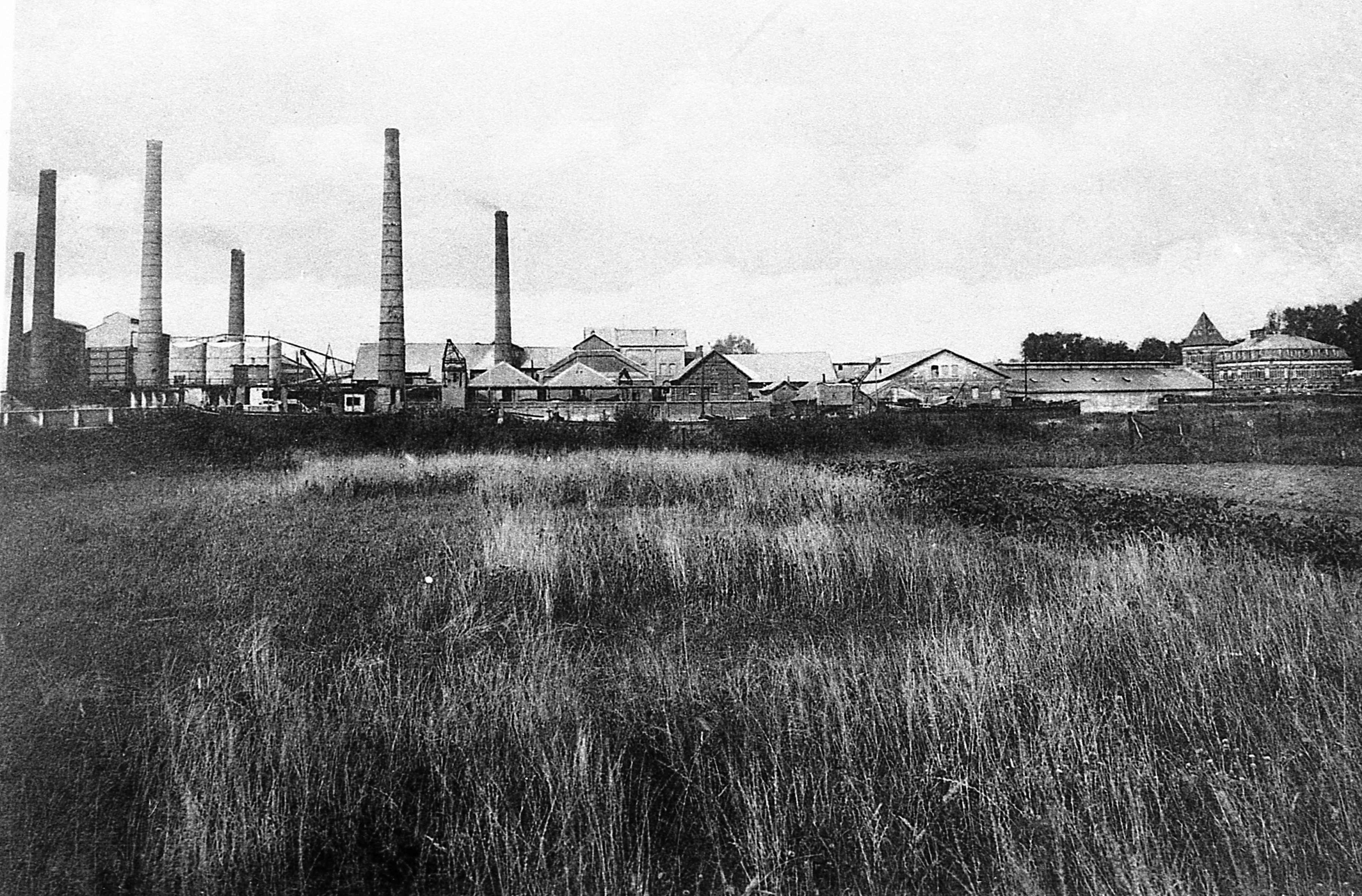
Sint-Jozef aan de Vaart
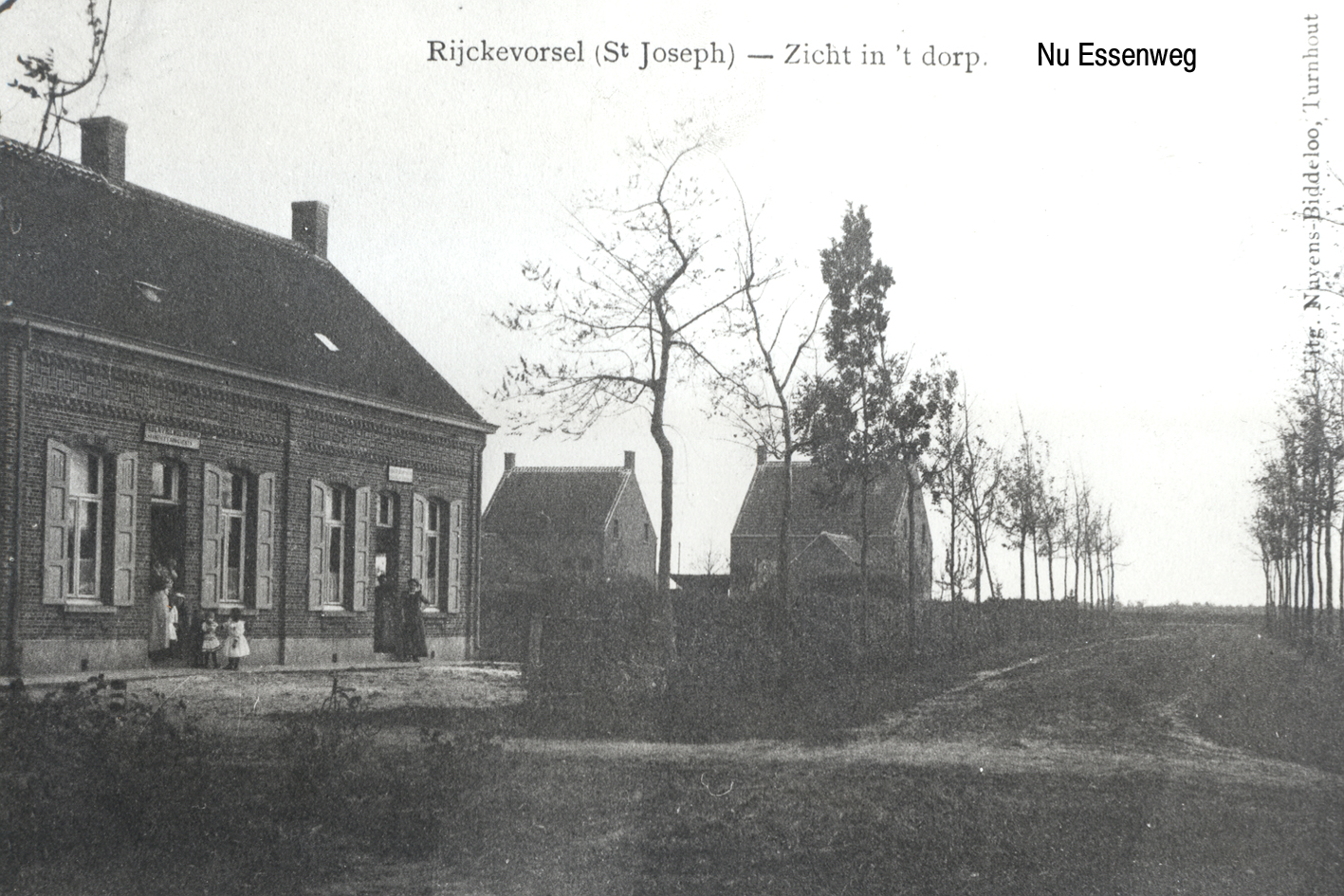
grondgebied Sint-Jozef parochie
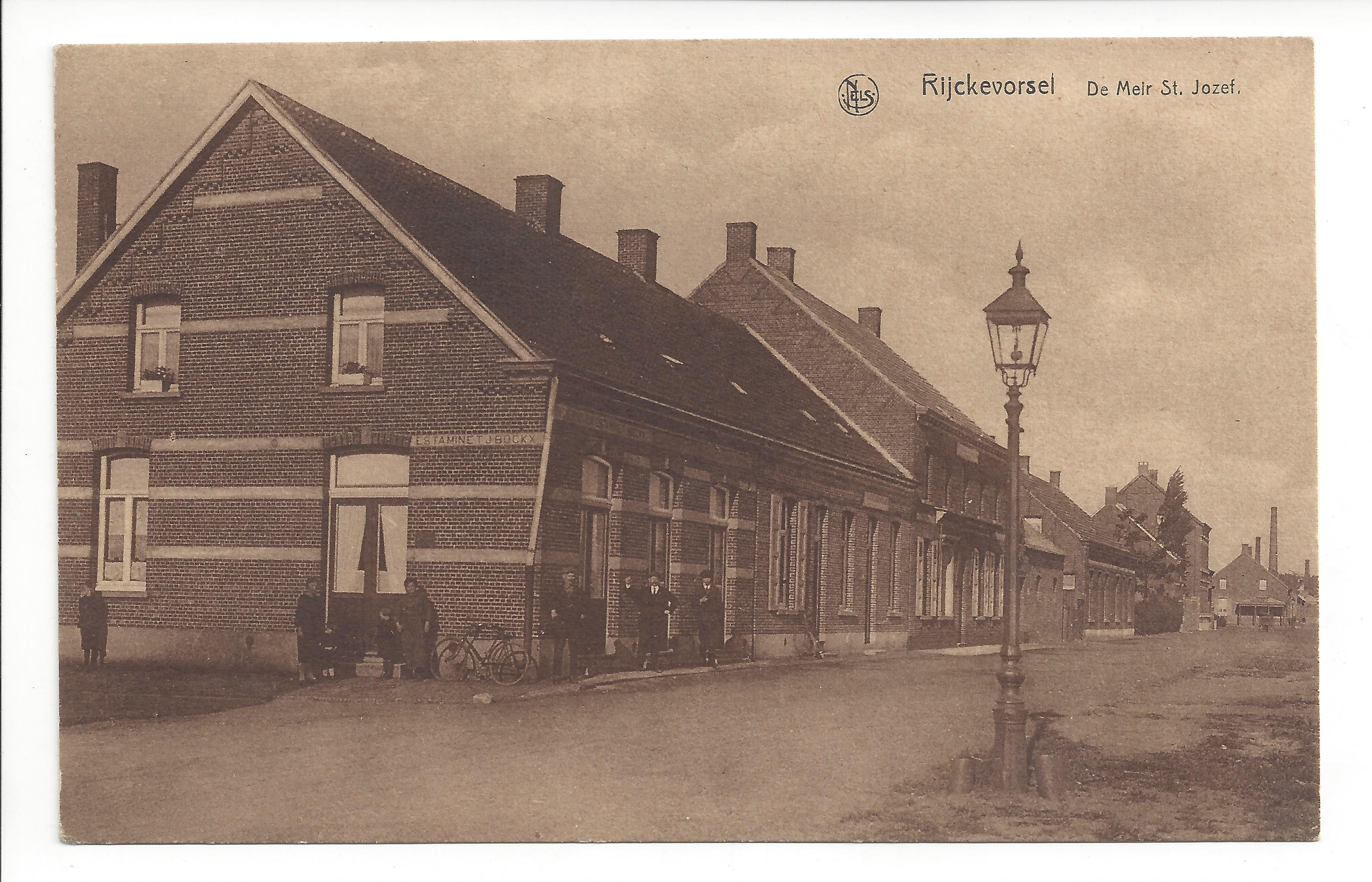
Sint-Jozef Rijkevorsel
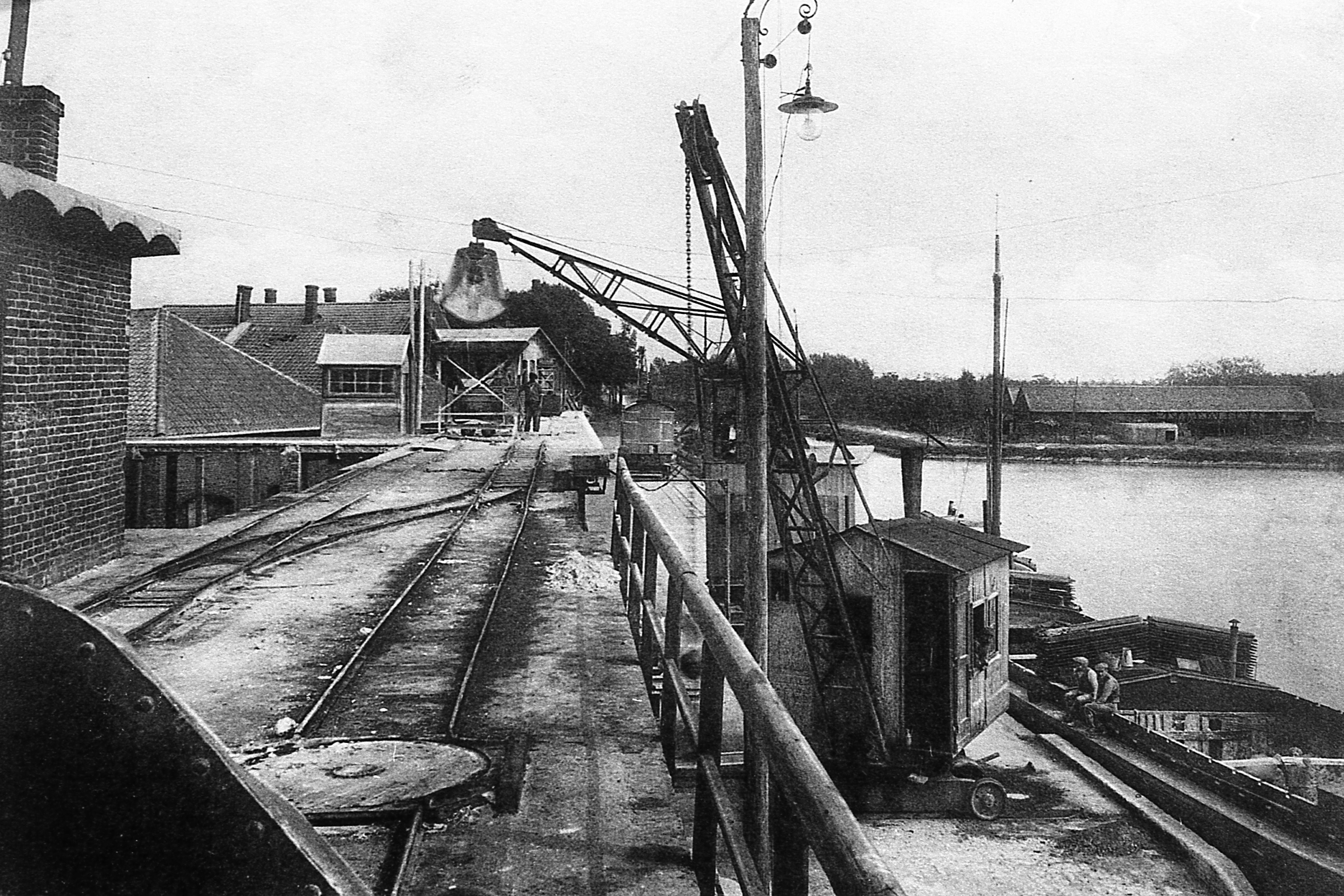
Industrie aan de Vaart
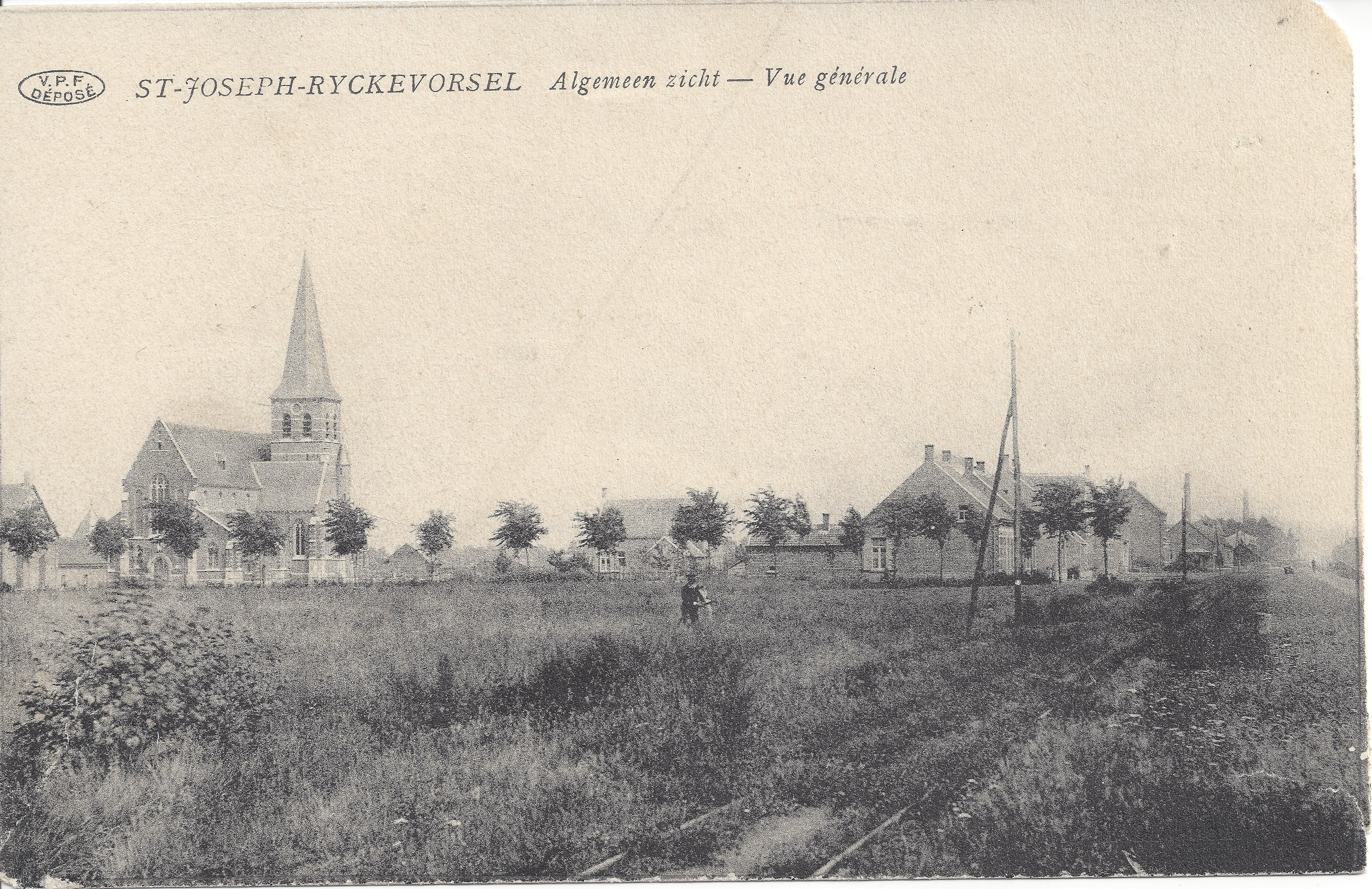
In het begin Sint-Jozel
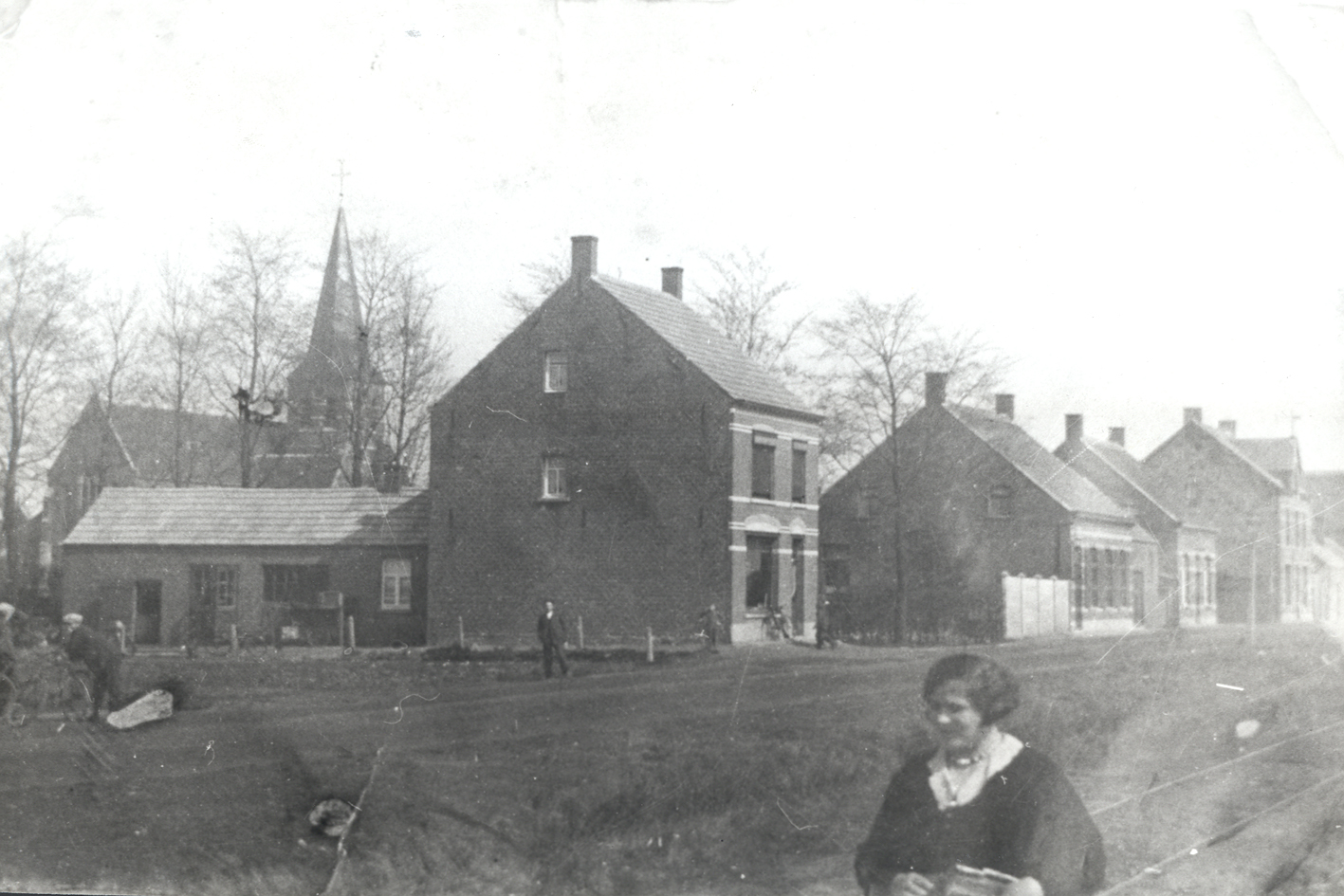
Parochie Sint-Jozef Rijkevorsel
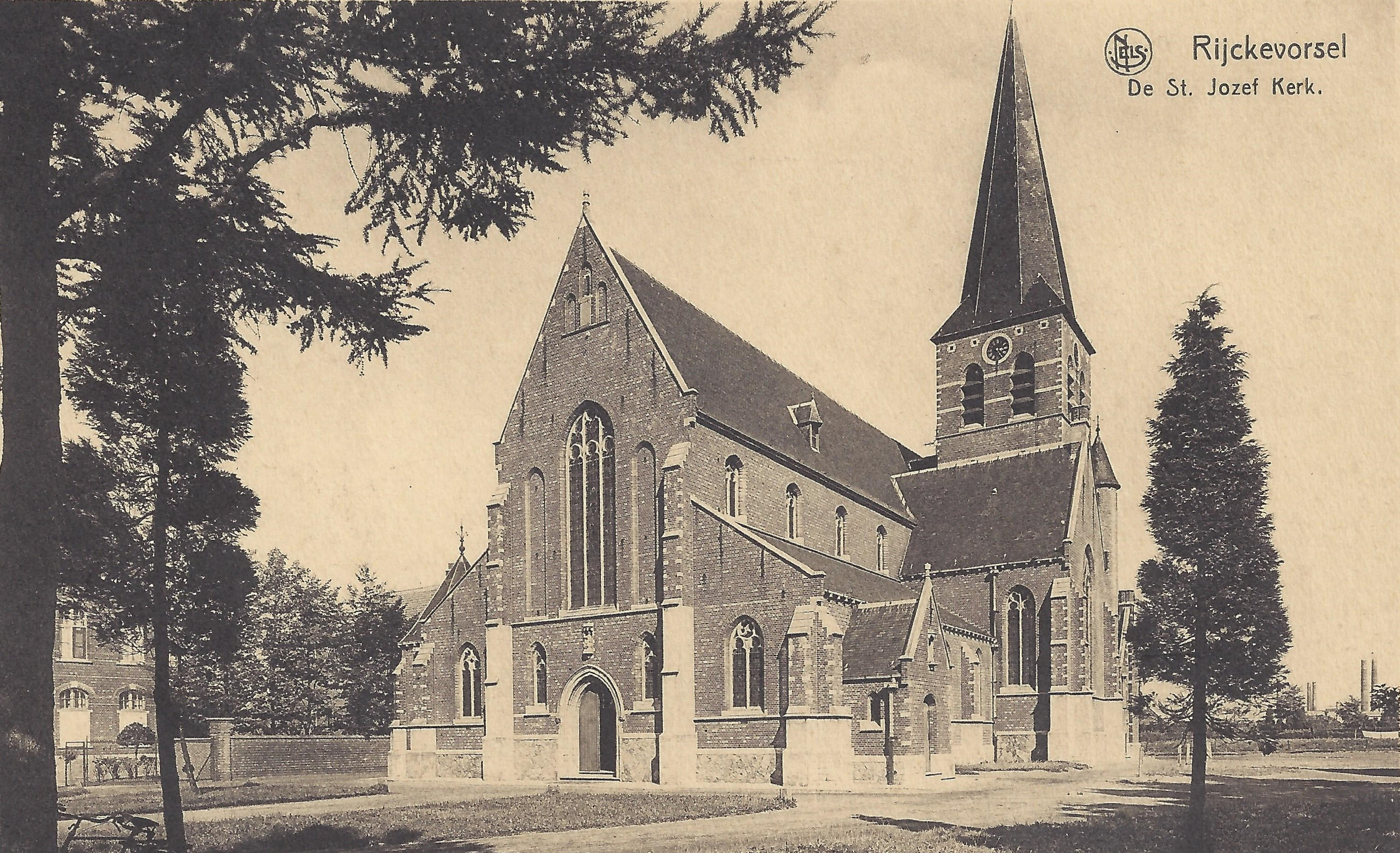
Sint-Jozef Kerk

## Tijdslijn
| Jaar        | Gebeurtenis |
| ----------- | --- |
| 1864        | Uitgraven van het Kanaal Dessel Schoten ter hoogte van Rijkevorsel met bedoeling dit kanaal verder door te trekken. Het uitgraven van de vaart in die tijd, gebeurde met een spade, door arbeiders die de klei uit het kanaal groeven. Zij kregen daarom de bijnaam "kleidabber" of "kleipikker". |
| 1865        | Familie Cools-Vandenbrande bouwt eerste steenbakkerij op grondgebied van de huidige parochie Sint-Jozef Rijkevorsel. |
| 1871-1878   | Bouw van verschillende werkmanswoningen in de nabijheid van de steenbakkerijen. Zo ontstaan de eerste woonkernen hier, die later mee aan de basis liggen voor het ontstaan van de parochie Sint-Jozef Rijkevorsel |
| 1889        | De maatschappij Norths Portland Cement and Brick Works koopt 200 hectare terrein aan voor de ontginning van klei, het bouwen van een cementfabriek en de bouw van verschillende woonwijken. De fabriek beschikte over de meest moderne installaties, een eigen labo, aansluiting op het buurtspoorwegennet en bereikte via het kanaal de haven van Antwerpen. En zo ook de rest van de wereld. Lokale klei werd, samen met aangevoerde kalk, verwerkt tot de wereldbekende Portlandcement. |
| 1900        | Inrichting van twee klassen, een voor jongens en een voor meisjes, in een tweewoonst die dienst deed als logement voor het werkvolk van de cementfabriek. |
| 20 mei 1906 | Koninklijk Besluit erkent de parochie Sint-Jozef Rijkevorsel. |
| 1907        | Aanvang bouw Sint-Jozef Kerk. |
| 1908-1909   | Bouw Steenfabriek "SAS". Deze steenfabriek vormde een overgangstype tussen de ambachtelijke en de volledig geautomatiseerde steenbakkerij. Naast de opvallende ringoven, bleven ook enkele productiehallen en droogloodsen bewaard. Na het stilleggen van de productie op het einde van de 20ste eeuw, werd de gemeente Rijkevorsel eigenaar van het complex. Een deel van de industriële gebouwen zijn bewaard en krijgen een herbestemming.                                              |
| 1910        | Eerste diamantslijperij in Sint-Jozef Rijkevorsel. |
| 1911        | Opening eerste twee klassen van de meisjesschool te Sint-Jozef Rijkevorsel. |
| 1911        | Ingebruikname nieuw klooster in Sint-Jozef Rijkevorsel. En men bleef bouwen … een pastorij, woningen, winkels en herbergen verrezen rond de Sint Jozef Kerk. Op de woeste en schrale heide van vroeger ontstond op zeer korte tijd een nieuw dorpje, Sint-Jozef, in het dorp Rijkevorsel. |
| 19 sep 1912 | Officiële inwijding Sint-Jozef Kerk. |

## De Cementzakken
De inwoners van Sint-Jozef Rijkevorsel hebben de bijnaam "Cementzakken". Deze hebben ze te danken aan de vroegere cementfabriek die zich in de parochie bevond. Een project van Toerisme Rijkevorsel om de bijnamen gangbaar in de gemeente te vereeuwigen, kreeg ook de naam "Cementzakken".  Langs het kanaal in Sint-Jozef Rijkevorsel is een speciaal karretje te vinden. Het gaat om een karretje waarmee vroeger in de steenfabriek de stenen in de oven werden gereden. Op het karretje bevinden zich verschillende handvormstenen. Op elke handvormsteen werd een van de bijnamen gekerfd die de geschiedenis van Rijkevorsel rijk is. Dit project wil toeristen in contact brengen met de authenticiteit van de plaatselijke bevolking.

## Aster Berkhof
Aster Berkhof is een in Rijkevorsel op 18 juni 1920 geboren schrijver. Hij volgde lager onderwijs in Sint-Jozef Rijkevorsel, waar nu ook het Aster Berkhofmuseum is.

## Onderwijs
- Vrije basisschool Het Kompas[3]

## Vrije Tijd en Sport
- Voetbalclub FC Sint-Jozef SK Rijkevorsel
- Taekwondo De Tijgers
- Judoclub De Bres
- Rijkevorselse Wielertoeristen
- Volleybal - kwb Sint-Jozef Rijkevorsel
- Chiro Sint-Jozef Rijkevorsel
- Hondenschool Kemphosch
- KWB Sint-Jozef Rijkevorsel
- Ferm

## Nabijgelegen kernen
Rijkevorsel, Vlimmeren, Den Hout